# Myrmecridiaceae
Die Myrmecridiales sind eine kleine Ordnung mit der einzigen Familie Myrmecridiaceae innerhalb der Schlauchpilze.

## Merkmale
Die Myrmecridiales bilden fast immer nur eine Nebenfruchtform. Das Myzel ist kompakt, bestehend aus zahlreichen Bündeln aus Hyphen. Die Konidienträger entspringen senkrecht aus den kriechenden Hyphen. Sie sind unverzweigt, gerade oder gebogen, braun und dickwandig. Die konidiogenen Zellen sind endständig integriert. Sie sind zylindrisch, blassbraun mit einer Hauptachse mit zerstreut liegenden, bläschenförmigen, zugespitzten Zähnchen, die die Konidien tragen. Sie sind daher polyblastisch, d. h., es werden viele Konidien abgeschnürt. Die Konidien sind einzeln, fast durchscheinend bis blassbraun, glatt oder feinwarzig mit einer flügelähnlichen gelatinösen Hülle. Sie sind eiförmig bis spindelförmig, unseptiert oder septiert und werden schmal an der schmal abgestutzten Basis. Die Abtrennung der Konidie vom Konidienträger erfolgt schizolytisch. Nur bei Myrmecridium montsegurinum ist eine Hauptfruchtform bekannt. Hier bildet er aufrechte, warzenförmige Fruchtkörper aus, die von einem Schild (Clypeus) bedeckt sind. Sie besitzen eine fast durchscheinende bis schwach gefärbte Wand. Die Schläuche sind zylindrisch und gestielt mit einem ausgeprägten apikalen Ring und acht elliptischen, dreifach septierten, leicht warzigen Sporen.

## Ökologie
Vertreter der Myrmecridiales leben saprob und wurden aus Laubstreu, Boden, Pflanzenstängeln, Blättern und Wurzeln, aber auch aus untergetauchtem Holz isoliert. Nur Myrmecridium schulzeri wurde sehr selten auch aus Bronchialsekret isoliert.

## Systematik und Taxonomie
Die  Ordnung Myrmecridialesund die Familie Myrmecridiaceae wurde 2015 von Pedro Willem Crous erstbeschrieben. Nur folgende zwei Gattungen und insgesamt 15 Arten gehören zu den Myrmecridiales (Stand Februar 2024):
- - Myrmecridium mit 14 Arten
  - Neomyrmecridium mit nur einer Art

Die Xenodactylariaceae Crous mit der einzigen Art Xenodactylaria thailandica wurde anfangs ebenfalls in diese Ordnung gestellt. Nach Hyde und Mitarbeitern (2021) gehört diese Familie allerdings eher nicht zu den Diaporthomycetidae, die Stellung ist aber noch unklar.